# Puebla del Maestre
Puebla del Maestre – gmina w Hiszpanii, w prowincji Badajoz, w Estramadurze, o powierzchni 79,17 km². W 2011 roku gmina liczyła 780 mieszkańców.